# Sciaenochromis
Sciaenochromis là một chi cá trong họ cá hoàng đế Cichlidae thuộc bộ cá vược, chúng gồm các loài bản địa của hồ Malawi ở Đông Phi. Loài nổi tiếng nhất được nuôi làm cá cảnh là S. fryeri.

## Các loài
Hiện hành có các loài sau đây:
- Sciaenochromis ahli (Trewavas, 1935)
- Sciaenochromis benthicola Konings, 1993
- Sciaenochromis fryeri Konings, 1993
- Sciaenochromis psammophilus Konings, 1993